# Condizione lockiana

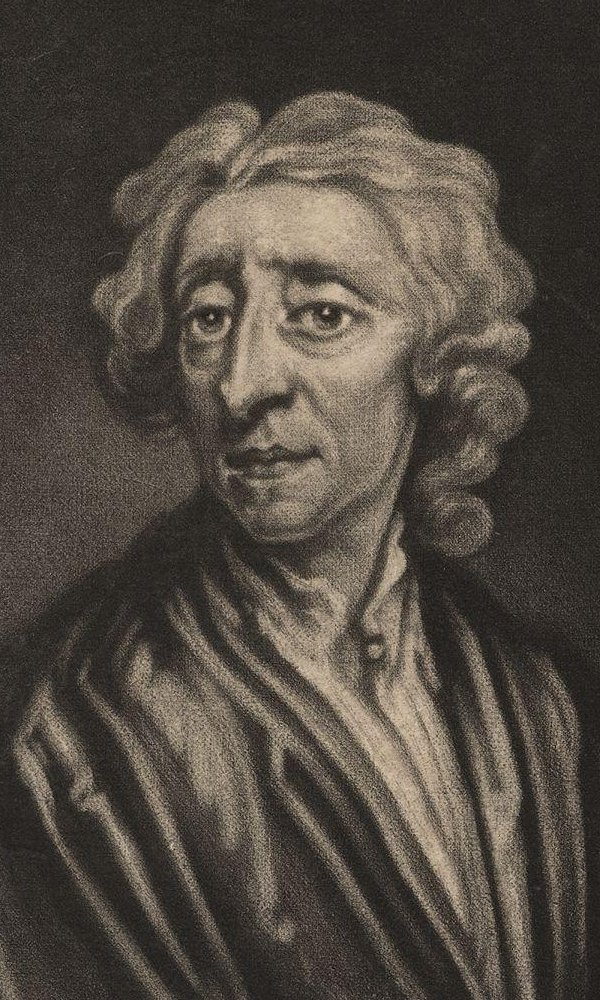
John Locke

La condizione o clausola lockiana, oppure ancora (pre)requisito lockiano, è una caratteristica della Teoria del lavoro di acquisto della proprietà di John Locke che sancisce il diritto individuale di privatizzare una porzione della natura per mezzo del lavoro con le risorse di questa; ciò è moralmente accettabile poiché non è "di pregiudizio ad alcuno, dal momento che ne restava a sufficienza e di altrettanto buona; e più di quanta ne potessero usare coloro che ne erano ancora sprovvisti."

## La formulazione di Locke
(John Locke, Due trattati sul governo, Capitolo V,: della proprietà, paragrafo 33)

## Critiche e commenti
La formulazione di "condizione (o clausola) lockiana è ad opera del filosofo e politico libertario statunitense Robert Nozick nel suo "Anarchia, Stato ed Utopia". Si basa sulle idee elaborate da John Locke nel suo secondo trattato sul governo, secondo le quali l'autoproprietà consentirebbe a una persona la libertà di mescolare il proprio lavoro con le risorse naturali, convertendo una Proprietà collettiva in proprietà privata. Locke conclude affermando che le la lotta per la difesa delle risorse presenti nella proprietà dell'individuo costituirebbe un diritto naturale. Nozick usò questa idea per formulare la sua "condizione lockiana" che governa l'acquisizione iniziale della proprietà in una società, ma affinché le sue idee sull'acquisizione della proprietà decollassero e diventassero convincenti, ideò il criterio per determinare cosa rende giusta l'acquisizione della proprietà, che è appunto la condizione, affermante che, sebbene ogni appropriazione di proprietà sia una diminuzione dei diritti di un altro su di essa, è accettabile purché non renda la posizione di nessuno peggiore rispetto a quanto sarebbe stata senza alcuna proprietà privata.
La clausola di Locke è stata utilizzata dai georgisti, dai socialisti e dai sostenitori del reddito di base per indicare l'acquisizione di terreni come illegittima in assenza di un compenso. Nel georgismo, ideologia politica e filosofica secondo cui ognuno dispone del diritto di possedere quanto produce con le proprie forze, il possesso della terra è legittimo solo finché la rendita di mercato viene pagata alla comunità interessata. Se un appezzamento di terreno ha una rendita positiva, ciò implica che non esiste terreno di qualità simile liberamente disponibile per altri.
Alcuni libertari della Scuola austriaca e delle varie correnti anarcocapitaliste, come Murray Rothbard, hanno accettato le altre visioni lockiane sulla proprietà, rifiutando però la condizione lockiana. Ad esempio, l'economista contemporaneo di indirizzo anarco-capitalista Walter Block rifiuta la condizione lockiana, sostenendo invece una variante di propria invenzione, la condizione blockiana, secondo la quale se vi è della terra non reclamata a bloccare l'accesso alla terra d'interesse dell'individuo allora la logica del diritto naturale viene meno.
Il ricercatore francese Ai-Thu Dang ha criticato la lettura della condizione lockiana di Nozick in quanto questa la snaturerebbe del suo significato, in particolare l'"articolazione morale delle regole che governano l'arricchimento"..
Nelle critiche socialiste alla condizione, studiosi come G.A. Cohen evidenziano un problema cruciale: l'incapacità della condizione di affrontare le disuguaglianze preesistenti. Cohen sostiene che il principio della condizione lockiana, basato sul "chi prima arriva, meglio alloggia", sia eticamente discutibile. Illustra ciò con un esempio di qualcuno che rivendica la proprietà di una spiaggia e chiede tariffe di ingresso per servizi di salvataggio. Secondo la condizione, purché questa azione non peggiori la situazione di nessuno, è considerata accettabile. Tuttavia, Cohen sostiene che questo trascura un'alternativa migliore in cui tutti beneficerebbero se la spiaggia fosse di proprietà collettiva e offrisse servizi superiori a una tariffa nominale. Sottolinea che questa alternativa, che potrebbe portare a un maggiore benessere complessivo, non viene mai considerata nell'interpretazione da parte di Nozick.
Karl Widerquist e Grant McCall argomentano che anche versioni blande della condizione, come quella utilizzata da Nozick, non vengono soddisfatte dalle società contemporanee. Le persone più povere oggi, anche nelle nazioni ricche, versano in condizioni peggiori rispetto a quanto potrebbero ragionevolmente aspettarsi di essere in una comunità di cacciatori-raccoglitori senza stato che trattano l'ambiente come un bene comune che non può essere posseduto da nessuno. Essi scrivono: "Stabilire la qualità della vita dei cacciatori-raccoglitori come punto di riferimento per il confronto pone una soglia estremamente bassa. La tragedia delle società statali oggi è che, nonostante tutta la loro ricchezza e realizzazione, hanno costantemente fallito nel superare quella soglia."